# Опозиційний блок (партія)
«Опозиційний блок», або «Опоблок» — заборонена проросійська політична партія в Україні. Утворилася у 2014 році шляхом ребрендингу проросійської «Партії регіонів» та об'єднання уламків ПР під одним політичним брендом.
У ході Революції гідності 2014 року, кульмінацією якої стало відсторонення тодішнього проросійського президента Віктора Януковича від влади, проросійська Партія регіонів втратила значну частину свого політичного впливу й до кінця 2014 року фактично припинила свою діяльність. У 2014 році партія зробила частковий ребрендинг, змінивши назву на «Опозиційний блок», але офіційно зареєструвавшись як нова політична партія. До новоствореної партії «Опозиційний блок» перейшла більшість колишніх народних депутатів Партії регіонів. Один з ключових радників Партії регіонів Пол Манафорт, найнятий ще у 2005 році на гроші головного спонсора регіоналів — Ріната Ахметова, зіграв ключову роль у реорганізації проросійської «Партії регіонів» в «Опозиційний блок». Зокрема, саме Манафорт особисто вигадав назву «Опозиційний блок», був автором концепції виборчої кампанії Опоблоку на виборах до ВР 2014 та був автором ідеї просувати Опозиційний блок, як «голос росіян» на сході України.
Уперше Опоблок брав участь у виборах до ВРУ під час позачергових виборів до Верховної ради України 2014 року. Перед парламентськими виборами 2019 року представники партій «Опозиційний блок», «Партія миру і розвитку», «Наші», «Відродження» та «Довіряй ділам» оголосили, що йдуть на вибори разом під брендом «Опоблоку».
Станом на 2021 він не є активною політичною силою, а сам політичний проект закритий. Головний лобіст цієї політичної сили: олігарх Рінат Ахметов вже анонсував створення нової політичної сили з урахуванням «Опозиційного блоку». На початку травня один із головних фаворитів «Опозиційного блоку» Борис Колесніков заявив про створення нової політичної сили «Україна — наш дім».
З 19 березня 2022 року РНБО припинило діяльність партії на час воєнного стану через повномасштабний напад армії РФ на Україну.
23 травня 2022 року Міністерство юстиції України подало позов до політичної партії «Опозиційний блок» про заборону діяльності партії. 8 червня Восьмий апеляційний адміністративний суд заборонив діяльність політичної партії. Майно партії та всіх її осередків, згідно з рішенням суду передається державі.

## Засновники партії
Після втрати електоральної підтримки після Революції гідності 2014 року, Партія регіонів розпалася і її колишні лідери створили декілька недовговічних партій які згодом реорганізувалися в Опоблок. Серед партій що об'єдналися в Опоблок зокрема були «Партія розвитку України» (керівник колишній регіонал Юрій Мірошниченко), партія «Центр» (керівник — Вадим Рабінович), «Нова політика» (керівник — колишній регіонал Володимир Семиноженко), «Партія державного нейтралітету України» (керівник — колишній регіонал Ігор Мартинюк), «Україна — Вперед!» (керівник — Наталія Королевська) та «Трудова Україна» (керівник — колишній регіонал Сергій Тігіпко).

## Спонсори партії
ЗМІ звинувачують «Опозиційний блок» в фінансуванні від фіктивних фірм у 2016—2017 роках. Основними спонсорами «Опоблоку» серед українських олігархів вважаються Віктор Медведчук, Дмитро Фірташ та Рінат Ахметов.

## Ідеологія партії
Згідно з аналізом аналітичного центру «Центр східних досліджень», передвиборна програма 2014 року партії була соціал-ліберальною та проросійською.
Платформа партії передбачає захист статусу російської мови як регіональної мови. Станом на 2018 рік партія вважалася однією з найбільших партій із проросійською ідеологією.

## Історія
9 вересня 2014 року у Києві відбувся круглий стіл «Мир. Стабільність. Відродження» в якому взяли участь понад 50 учасників: представники політичних партій, громадських та профспілкових організацій.
За підсумками круглого столу прийнятий меморандум, в якому учасники закликали усіх до об'єднання в єдиний політичний рух для участі у парламентських виборах 2014 року, заради збереження єдиної України.
14 вересня у Києві відбувся форум, під назвою «Мир. Стабільність. Відродження», у якому взяли участь шість політичних партій: Партія розвитку України, партія «Центр» (керівник Вадим Рабінович), «Нова політика», «Державний нейтралітет», «Україна — Вперед!», «Трудова Україна» та близько 50 громадських організацій.
Учасники форуму прийняли програмну платформу, в якій зазначено, що Опозиційний блок виступає за нейтралітет і збереження позаблокового статусу України та резолюцію, в якій вони вимагають від Президента України миру та припинення кровопролиття, відставки уряду, розпуску та заборони незаконних збройних формувань, притягнення до відповідальності винних в обстрілах населених пунктів на Сході країни.
21 вересня 2014 року стало відомо, що партію «Опозиційний блок» очолив колишній міністр енергетики та вугільної промисловості України Юрій Бойко.
У 2018 році у партії відбувся розкол. Фракція складається з двох великих груп. Одна частина орієнтується на олігарха Ріната Ахметова, інша — на олігарха Дмитра Фірташа та екс-голову АП Сергія Льовочкіна. 20 листопада 2018 року Юрія Бойка та Сергія Льовочкіна виключили зі складу фракції «Опозиційний блок». Новим очільником фракції став Вадим Новинський.

## Участь у виборах

### Позачергові вибори до ВР 2014 року

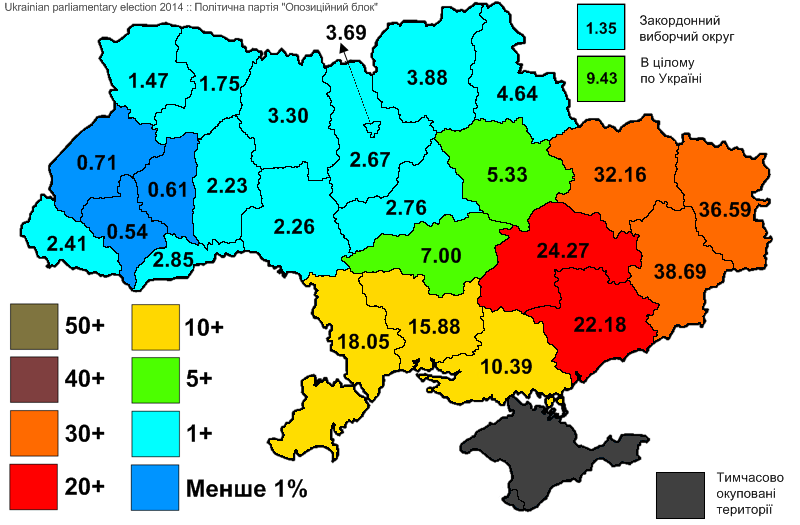
Результати виборів до Верховної Ради 2014 року за регіонами.

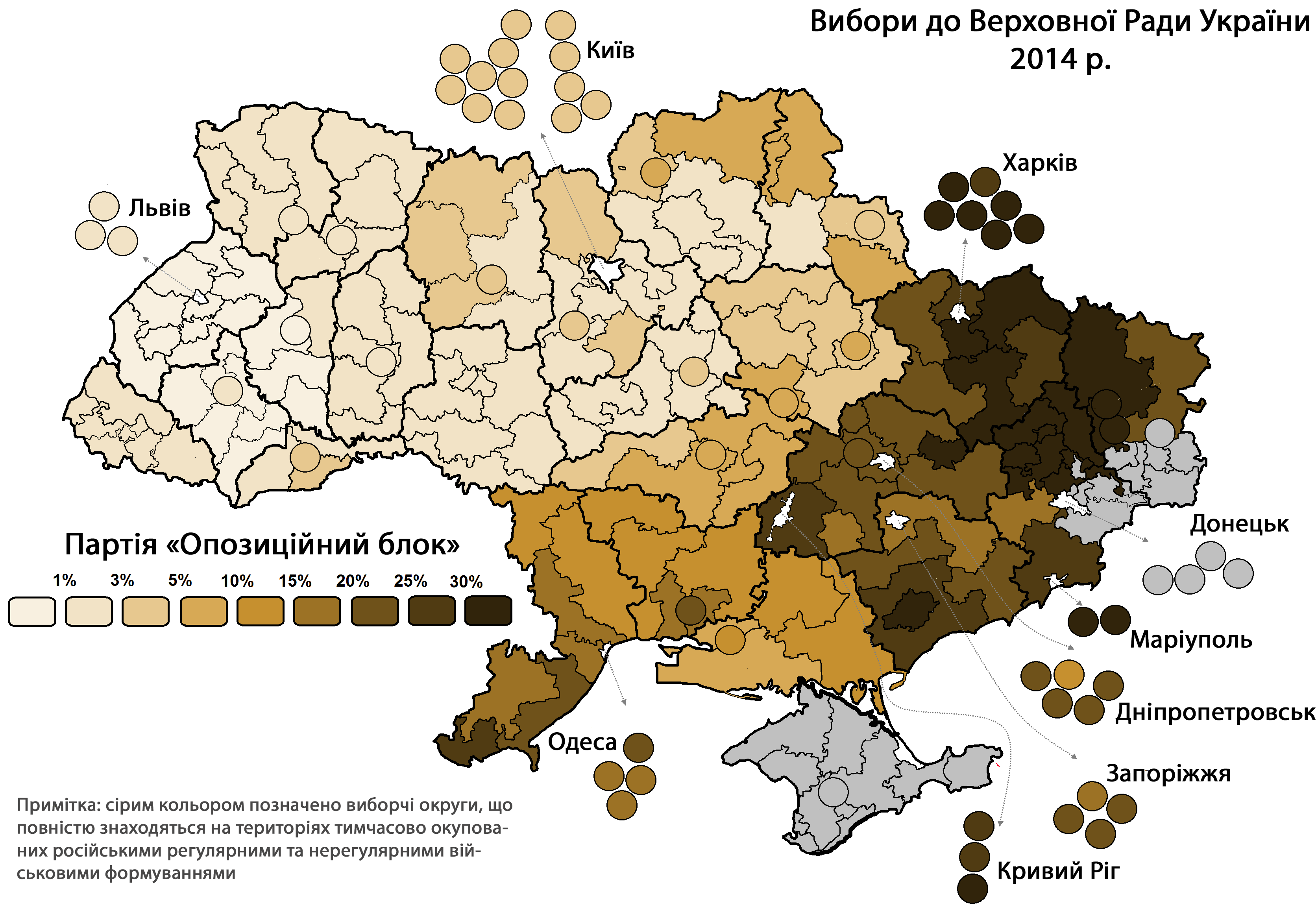
Результати виборів до Верховної Ради 2014 року за округами

21 вересня 2014 року партія оприлюднила першу десятку виборчого списку, до якої увійшли колишні та діючі члени Партії регіонів. Проте голова партії Юрій Бойко, у своїй заяві, підкреслив, що учасники блоку — це не партії, а окремі політики.

#### Виборчий список партії «Опозиційний блок»
1. Юрій Бойко — колишній Віце-прем'єр-міністр України, більш відомий як Міністр палива та енергетики України у 2010—2012 рр.
2. Олександр Вілкул — колишній Віце-прем'єр-міністр України, колишній голова Дніпропетровської ОДА.
3. Михайло Добкін — колишній голова Харківської ОДА.
4. Вадим Рабінович — голова партії ВО «Центр», Президент Всеукраїнського єврейського конгресу.
5. Олексій Білий — колишній генеральний директор ВАТ "Металургійний комбінат «Азовсталь».
6. Сергій Ларін — голова Виконавчого комітету Партії розвитку України.
7. Нестор Шуфрич — Народний депутат України, член фракції Партії регіонів.
8. Наталія Королевська — голова партії «Україна — Вперед!». Міністр соціальної політики у 2012—2014 рр.
9. Тетяна Бахтеєва — доктор медичних наук. Народний депутат України 4, 5, 6-го скликань від Партії регіонів.
10. Микола Скорик — колишній голова Одеської ОДА.
11. Вадим Новинський — олігарх, Народний депутат України 7-го скликання від Партії регіонів.
12. Сергій Льовочкін — колишній голова адміністрації Президента України Віктора Януковича.
13. Юрій Воропаєв — Народний депутат України від Партії регіонів.
14. Тарас Козак — член координаційної ради всеукраїнського громадського руху «Український вибір» Віктора Медведчука, депутат Львівської обласної ради.
15. Володимир Гусак — директор із закупівель компанії «Метінвест Холдинг», яка належить олігарху Рінату Ахметову.
16. Юлія Льовочкіна — Народний депутат України від Партії регіонів, сестра Сергія Льовочкіна.[40][41]

На позачергових виборах до Верховної ради 2014 року Опозиційний блок посів четверте місце за кількістю голосів виборців (1 486 203 голосів — 9,43 %), що дозволило йому у Верховній Раді України VIII скликання отримати 27 мандатів за партійними списками.
Фракція Політичної партії «Опозиційний блок» нараховує 42 депутати.

#### Склад Опоблоку у ВР VIII скликання
| Депутат                          | Функція у фракції                     |
| Бакулін Євген Миколайович        | Член депутатської фракції             |
| Балицький Євген Віталійович      | Член депутатської фракції             |
| Бахтеєва Тетяна Дмитрівна        | Член депутатської фракції             |
| Білий Олексій Петрович           | Член депутатської фракції             |
| Бойко Юрій Анатолійович          | Співголова депутатської фракції       |
| Вілкул Олександр Юрійович        | Співголова депутатської фракції       |
| Воропаєв Юрій Миколайович        | Заступник голови депутатської фракції |
| Гальченко Андрій Володимирович   | Член депутатської фракції             |
| Гусак Володимир Георгійович      | Член депутатської фракції             |
| Добкін Михайло Маркович          | Член депутатської фракції             |
| Добкін Дмитро Маркович           | Член депутатської фракції             |
| Долженков Олександр Валерійович  | Член депутатської фракції             |
| Дунаєв Сергій Володимирович      | Член депутатської фракції             |
| Звягільський Юхим Леонідович     | Член депутатської фракції             |
| Іоффе Юлій Якович                | Член депутатської фракції             |
| Ківалов Сергій Васильович        | Член депутатської фракції             |
| Кісельов Андрій Миколайович      | Член депутатської фракції             |
| Козак Тарас Романович            | Член депутатської фракції             |
| Колєсніков Дмитро Валерійович    | Член депутатської фракції             |
| Королевська Наталія Юріївна      | Член депутатської фракції             |
| Ларін Сергій Миколайович         | Член депутатської фракції             |
| Льовочкін Сергій Володимирович   | Заступник голови депутатської фракції |
| Льовочкіна Юлія Володимирівна    | Член депутатської фракції             |
| Мартовицький Артур Володимирович | Член депутатської фракції             |
| Матвієнков Сергій Анатолійович   | Член депутатської фракції             |
| Мирний Іван Миколайович          | Член депутатської фракції             |
| Мірошниченко Юрій Романович      | Член депутатської фракції             |
| Мороко Юрій Миколайович          | Член депутатської фракції             |
| Нечаєв Олександр Ігоревич        | Член депутатської фракції             |
| Німченко Василь Іванович         | Член депутатської фракції             |
| Новинський Вадим Владиславович   | Член депутатської фракції             |
| Омельянович Денис Сергійович     | Член депутатської фракції             |
| Павленко Юрій Олексійович        | Член депутатської фракції             |
| Павлов Костянтин Юрійович        | Член депутатської фракції             |
| Папієв Михайло Миколайович       | Член депутатської фракції             |
| Рабінович Вадим Зіновійович      | Член депутатської фракції             |
| Сажко Сергій Миколайович         | Член депутатської фракції             |
| Скорик Микола Леонідович         | Член депутатської фракції             |
| Солод Юрій Васильович            | Член депутатської фракції             |
| Шенцев Дмитро Олексійович        | Член депутатської фракції             |
| Шпенов Дмитро Юрійович           | Член депутатської фракції             |
| Шурма Ігор Михайлович            | Член депутатської фракції             |
| Шуфрич Нестор Іванович           | Член депутатської фракції             |

### Місцеві вибори 2015

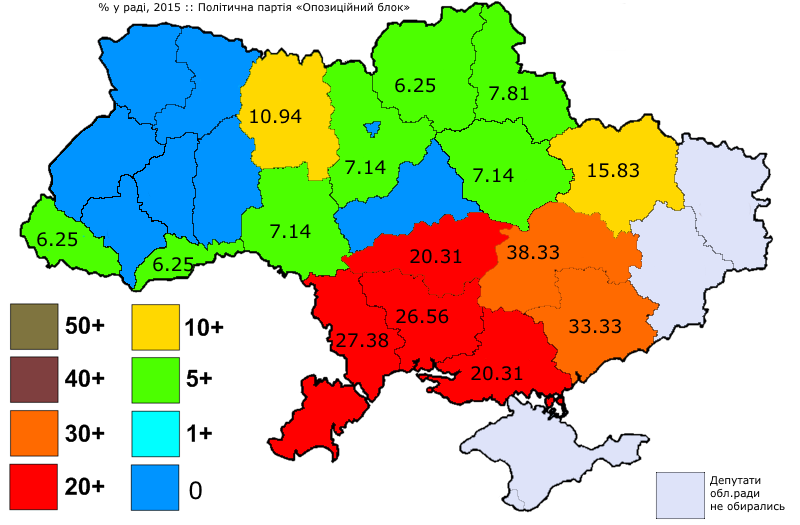
% у обл. раді депутатів партії «Опозиційний блок»

16 вересня 2015 року в Києві відбувся з'їзд політичної партії «Опозиційний блок». У ньому взяли участь делегати з усієї України. На з'їзді прийнято рішення, що політична партія «Опозиційний блок» братиме участь у місцевих виборах 25 жовтня 2015 року. Крім того, делегати вирішили провести з'їзд у два етапи. За підсумками виборів загалом по країні партія набрала 11,5 % голосів.

### Участь у Парламентських Виборах 2019 року
| Опозиційний блок | Опозиційний блок |
| ---------------- | --- |
| Євгеній Мураєв   | 1. Євгеній Мураєв 2. Олександр Вілкул 3. Геннадій Кернес 4. Геннадій Труханов 5. Вадим Бойченко 6. Ростислав Шурма 7. Богдан Андріїв 8. Володимир Буряк 9. Анатолій Вершина 10. Віталій Хомутиннік |

## Критика, скандали та інциденти

### Поширення антиукраїнської пропаганди Опоблоком
2018 року партію викрили в поширені антиукраїнської пропаганди в російських та українських ЗМІ.

### Люстрація Нестора Шуфрича через «сміттєвий бак»
30 вересня 2014 року активісти Правого сектора, Автомайдану, Євромайдану й Самооборони привезли сміттєвий бак «для люстрації» Нестора Шуфрича, який приїхав в Одесу на засідання партії Опозиційний блок, однак Шуфрич намагався втекти, за що активісти його побили. Спікер партії Правий сектор Борислав Береза заявив, що побиття інсценував сам Нестор Шуфрич. Працівники МВС установили 14 осіб причетних до інциденту, один з учасників Микола Доценко безслідно зник. Проте, згодом стало відомо, що Микола Доценко вирушив у зону АТО, не попередивши нікого.